# Lilí Murati
Lilí Murati (Nagyvárad, Hungría, 22 de julio de 1912- † Madrid, 16 de abril de 2003) fue una actriz húngara afincada en España, esposa del escritor, actor y cineasta János Vaszary.

## Biografía
Debuta sobre los escenarios en su Hungría natal cuando tan solo cuenta con 16 años de edad en la obra El pájaro de fuego, de Lajos Zilahy. En 1935 rueda su primera película y a lo largo de los siguientes diez años desarrolla una prolífica carrera en el cine húngaro, que abarca una veintena de títulos.
Tras contraer matrimonio muy joven con el comediógrafo, guionista y director de escena János Vaszary que luego sería colaborador de Álvaro de la Iglesia, y tras huir en 1944 con su esposo de la invasión rusa de Hungría, en 1948 se instala en España, donde fija su residencia con su marido hasta el final de sus días, estrenando varias comedias del mismo como actriz principal y escribiendo además la novela No todos saben amar (Barcelona: Luis de Caralt, 1953); será traducida y publicada póstuma en húngaro: Szeretni kevesen tudnak (Budapest: Szabad Tér, 2007).
Retoma entonces su carrera teatral, con la comedia Bárbara en el Teatro Infanta Isabel de Madrid. Poco después forma su propia compañía, por la que pasaron actores de la talla de Ángel de Andrés y Emilio Gutiérrez Caba, y con la que pone en escena El dinero me hace feliz. 
En años posteriores triunfaría tanto en el género musical como en la comedia.
En 1965, intervino en la película Doctor Zhivago, de David Lean, como la mujer que cae al tren. Por el contrario, su presencia en el cine español fue casi testimonial, incluyéndose títulos como Carola de día, Carola de noche (1969), Cómo casarse en siete días (1970), Doctor, me gustan las mujeres, ¿es grave? (1974), Historia de 'S' (1979) o Diario de invierno (1988).

## Obras representadas (selección)
- De París viene mamá (1960), de Víctor Ruiz Iriarte.
- Elena te quiero (1961), de Víctor Ruiz Iriarte.
- Niebla en el bigote (1962), de Jorge Llopis.
- Julieta tiene un desliz (1971), de Julio Mathias.
- La zurra (1974), de Jean de Létraz.
- Kitú (1977), con Mari Carmen Prendes y Amelia de la Torre.
- La sopera (1981), con Cassen.
- Un espíritu burlón (1982), con Conchita Montes.
- Dos igual a uno (1985), con Pepe Rubio.
- La loca de Chaillot (1989), con Amparo Rivelles.
- Anda mi madre (1990), con Tote García Ortega y Gracita Morales.
- Ya tenemos chica (1991), con María José Cantudo.